# Радченко, Иван Иванович
Ива́н Ива́нович Ра́дченко (10 октября 1874, Конотоп — 1 мая 1942, Соль-Илецк) — русский и советский политический деятель, революционер. Младший брат С. И. Радченко (своеобразный «дуэт» революционеров «Братья Радченко»).

## Биография
Родился в семье небогатого лесопромышленника. После окончания двухклассного уездного училища работал учеником на лесопильном заводе, приказчиком на лесных разработках. В 1895 году переезжает в Петербург и работает в управлении Николаевской железной дороги, с 1898 табельщиком на Ижорском заводе.
Член петербургского «Союза борьбы за освобождение рабочего класса». Член РСДРП с 1898 года. Участник трёх революций. С 1899 года Иван Иванович становится профессиональным революционером. Неоднократно встречался с В. И. Лениным. В 1900-х годах — петербургский агент «Искры». В ноябре 1902 года был арестован и сослан в Восточную Сибирь. В 1912—1914 гг. организовывал торфоразработки строящейся первой российской торфяной электростанции в будущем городе Электрогорск.
В 1918—1931 гг. — председатель Главторфа, начальник управления «Торфозаводстроя». Одновременно в 1921—1922 гг. — заместитель наркомвнешторга, в 1923—1931 гг. — член Президиума, заместитель председателя Главлескома, член Совета Высшего совета народного хозяйства РСФСР. Автор ряда работ по торфяному делу. 
Написал воспоминания о Ленине.
В начале 1926 года Иван Иванович на базе торфоразработок Галицкий Мох создал научно-исследовательский торфяной институт и стал его директором. При институте организована торфяная опытная станция (ТОС), где в 1928 у него проводила свой отпуск Н. К. Крупская. В 1965 году поселок ТОС переименован в поселок Радченко. В 1977 году здесь был открыт памятник И. И. Радченко, создан музей торфяной промышленности.
16 августа 1937 года был арестован. Военной коллегией Верховного суда СССР 8 февраля 1938 года приговорён к 25 годам лишения свободы. Умер 1 мая 1942 года в Соль-Илецкой тюрьме. Реабилитирован 21 июля 1954 года.

## Семья
Отец — Иван Леонтьевич Радченко.
Жена — Алиса Ивановна Радченко.
Иван Иванович и его жена были друзьями родителей Надежды Сергеевны Аллилуевой (второй жены Сталина). С ними дружила и Светлана Иосифовна Аллилуева.

## Память
Именем И. И. Радченко названы:
- улица Братьев Радченко в городе Колпино;
- посёлок в Тверской области;
- улица в городе Ногинск, вблизи подстанции исторической линии «Электропередача»;
- улица в городе Электрогорск вблизи ГРЭС № 3 им. Р. Э. Классона;
- улица в городе Шатура;
- ДК и улица в посёлке Шатурторф[4];
- платформа Ириновской железной дороги в Ленинградской области.